# Vannes-le-Châtel
Vannes-le-Châtel település Franciaországban, Meurthe-et-Moselle megyében. Lakosainak száma 511 fő (2022. január 1.). Vannes-le-Châtel Allamps, Blénod-lès-Toul, Gibeaumeix, Saulxures-lès-Vannes, Uruffe, Pagny-la-Blanche-Côte és Rigny-Saint-Martin községekkel határos.

## Népesség
A település népessége az elmúlt években az alábbi módon változott:
| Lakosok száma | 582  | 563  | 519  | 560  | 579  | 574  | 569  | 538  | 523  | 511  |
|               | 1968 | 1982 | 1990 | 2006 | 2013 | 2015 | 2017 | 2019 | 2020 | 2022 |